# Gladsaxe Musikpris
Gladsaxe Musikpris er en pris, der uddeles hvert år af Gladsaxe Kommune til:
| Citat | en ung, udøvende musiker, som har manifesteret et betydeligt talent | Citat |
|       |                                                                     |       |

Prisen startede i 1966 og består af et rejselegat på 50.000 kroner og en koncert som solist med Sjællands Symfoniorkester.

## Prismodtagere[2]
- 1966: Mogens Dalsgaard - Piano
- 1967: Else Paaske - Koncertsanger
- 1968: Gert von Bülow - Cello
- 1969: Ole Jensen - Operasanger
- 1970: Sonja Gislinge - Harpe
- 1971: Elisabeth Westenholz - Piano
- 1972: Henrik Svitzer - Fløjte
- 1973: Irene Graaner - Operasanger
- 1974: John Damgaard Madsen - Piano
- 1975: Minna Nyhus - Operasanger
- 1976: Per Enevold - Dirigent
- 1977: Amalie Malling - Piano
- 1978: Hans Jørgen Jensen - Cello
- 1979: Michael Schønwandt - Dirigent
- 1980: Mikael Melbye - Operasanger
- 1981: Ketil Christensen - Trompet
- 1982: Flemming Dreisig - Orgel
- 1983: Gert Mortensen - Slagtøj
- 1984: Lars Ulrik Mortensen - Cembalo
- 1985: Elisabet Zeuthen Schneider - Violin
- 1986: Bertil Andersson - Klarinet
- 1987: Kim Bak Dinitzen - Cello
- 1988: Marianne Melnik - Violin
- 1989: Jens Bjørn Larsen - Tuba
- 1990: Per Salo - Piano
- 1991: Max Artved - Obo
- 1992: Mette Ejsing - Alt
- 1993: Tine Rehling - Harpe
- 1994: Michael Brydenfelt - Trompet
- 1995: Dorthe Dreier - Bratsch
- 1996: Mikkel Futtrup - Violin
- 1997: Stephen Milling - Bas
- 1998: Giordano Bellincampi - Dirigent
- 1999: Helene Gjerris - Sopran
- 2000: Christina Bjørkøe - Piano
- 2001: Henrik Dam Thomsen - Cello
- 2002: Palle Knudsen - Baryton
- 2003: Christine Pryn - Violin
- 2004: David Hildebrandt - Slagtøj
- 2005: Jeanette Balland - Saxofon
- 2006: Mathias Hedegaard - Tenor
- 2007: Andreas Brantelid - Cello
- 2008: Tanja Zapolski - Piano
- 2009: Bjarke Mogensen - Accordeon
- 2010: Rune Tonsgaard Sørensen - Violin
- 2011: Jakob Kullberg - Cello
- 2012: Mathias Kjøller - Klarinet
- 2013: Christian Kluxen - Dirigent
- 2014: Niklas Walentin - Violin
- 2015: Eva Steinaa - Obo
- 2016: Lise Davidsen - Sopran
- 2017: Giovanni Punzi - Klarinet
- 2018: Gunvor Sihm - Violin
- 2019: Anders Kann Elten - Marimba